# UmaTurman
UmaTurman (in cirillico Уматурман), talvolta riportato anche come UMA2RMAN (in cirillico "УМА2РМАН"), è un gruppo di musica pop formato dai fratelli Kristovskij: Sergej e Vladimir nominando il gruppo in onore della loro attrice preferita Uma Thurman. Successivamente si aggiunsero Aleksej Ernest e Aleksej Kaplun (tastiera), Sergej Solodkin (batteria), Aleksej Kožakov e Jurij Terlecky (chitarra).
La canzone che li ha resi famosi è "Praskov'ja" (Прасковья) dopo la sua diffusione radiofonica e "Prostit'sja" (Проститься) usata anche come colonna sonora del film "Nočnoj Dozor" (Ночной Дозор).
Il gruppo vinse il premio MTV Music Awards in Russia come miglior debutto del 2004.

## Storia
Il gruppo si è formato a Nižnij Novgorod nel luglio dell'anno 2003 quando Kristovskij ha scritto il primo demo album. Successivamente 15 canzoni sono state scritte e portate a Mosca. Il 23 e 24 marzo 2004 è stato prodotto a Jalta il primo videoclip della canzone Praskov'ja.
Timur Bekmambetov, regista del film "Nočnoj Dozor", attratto dalla creatività, ha suggerito al gruppo di scrivere una colonna sonora del proprio film e la canzone rimase nei vertici delle classifiche russe per tanto tempo. Successivamente altri 2 videoclip sono stati prodotti: "Prostit'sja" e "Uma Turman".
Il 16 ottobre il gruppo vinse la cerimonia Russia Music Awards come miglior debutto
Kristovsky scrisse successivamente la colonna sonora del serial Papiny Dočki (Папины дочки).

## Discografia

### 2004
«Nella città N» (В Городе N)
- Praskov'ja (Прасковья)
- Metronotte (Ночной Дозор)
- Il ferito nel tempio (Раненый в висок)
- Uma Turman - Tarantino (Ума Турман - Тарантино)
- Freccia (Стрела)
- Hai lasciato (Ты ушла)
- Ciao, cara (Здравствуй, дорогая)
- Spiegami (Объясни мне)
- Inferno (Ад)
- Dammi (Дай)
- Taid (Тайд)

Non Cola ma Dački (Ни кола, ни дачки)
- Addio (Проститься)
- Addio - Radio Mix (Прасковья - Radio Mix)
- Addio - LaTrack Mix (Прасковья - LaTrack Mix)
- Uma Turman - original version (Ума Турман - Original Version)
- Metronotte - Film Version (Ночной Дозор - Film Version)

### 2005
Può essere un sogno?.... (А Может Это Сон?...)
- Lettera a Uma (Письмо Уме)
- Verrà (Он придёт)
- Andrà tutto bene (Всё будет хорошо)
- Dimmi (Скажи)
- Hey, spesso! (Эй, толстый)
- Il cinese Chon-Sun (Китаец Чонь-Сунь)
- Per cosa (Зачем)
- Tutto come sempre (Всё как обычно)
- Tennis (Теннис)
- Ninna nanna (Колыбельная)
- Forse è un sogno? (А может это сон?)
- Sei distante (Ты далеко)
- Qualcuno in città (Кто-то в городе)
- Uccello della felicità (Птица счастья)
- Nella mia testa G.  … (В голове моей Г…)
- Fiume (Река)
- Dimmi - Slow version (Скажи - Slow version)
- Dimmi - LaTrack rmx (Скажи - LaTrack rmx)

### 2008
Dove i sogni si realizzano (Куда Приводят Мечты)
- Non chiamerai - con Patricia Kaas (Не позвонишь - feat. Патрисия Каас)
- In città d'estate (В городе лето)
- Non c'è astensione (Припева нет)
- Dove si realizzano i sogni (Куда приводят мечты)
- Che Guevara (Че Гевара)
- Figlie di papà (Папины дочки)
- Note (Записка)
- Amore sullo snowboard - con Ljudmila Gurčenko (Любовь на сноуборде - feat. Людмила Гурченко)
- Primavera avanzata (Весеннее обострение)
- Pioggia (Дождь)
- Blues (Блюз)
- Sembra (Кажется)
- Parigi (Париж)
- California (Калифорния)
- Donna (Женщина)
- Romanticismo (Романс)
- Aspetta - con Timati (Дождись - feat. Тимати)

### 2013
- Balla, o musa (tanzuy, muza)
- Venerdì (Pjatnitza)

## Videoclip
- 2004 — Прасковья
- 2004 — Проститься
- 2004 — Ума Турман
- 2005 — Теннис
- 2005 — Скажи
- 2005 — Ты далеко
- 2006 — Кино
- 2006 — Париж
- 2006 — Дождись (feat. Тимати)
- 2007 — В городе лето
- 2007 — Папины дочки
- 2007 — Куда приводят мечты
- 2008 — Не позвонишь (feat. Патрисия Каас)
- 2008 — Дайте сигарету!
- 2013 - Tanzuy, muza
- 2013 - Pjatnitza